# In Fear of the Phantom
Chapter 7: In Fear of the Phantom (Capítulo 7: El Fantasma Aterrorizante en América Latina, y Pánico escénico en España), es el séptimo episodio de la primera temporada de la serie de televisión animada Scooby-Doo! Misterios, S. A..
El guion principal fue elaborado por Mitch Watson y Mark Banker se encargaro de dibujar el guion gráfico, y Laurent Montgomery estuvo a cargo de la dirección general. El episodio fue producido por la compañía Warner Bros. Animation, a manera de secuela de la serie original de Hanna-Barbera Productions, Scooby-Doo ¿dónde estás? (1969).
Se estrenó oficialmente en los Estados Unidos el 23 de agosto de 2010 por Cartoon Network. En Hispanoamérica y Brasil, el episodio se estrenó oficialmente el 17 de abril de 2011 a las 17:00 a través de Cartoon Network.

## Argumento
Misterio a la orden asiste a un concierto de las Hechiceras (en inglés las Hex Girls), el grupo musical de rock favorito de Vilma. Scooby sigue molesto con Shaggy por haber asistido al baile de graduación con Vilma en vez de ver el maratón de Vincent Van Ghoul con él. En medio del concierto, las Hechiceras reciben la amenaza del Fantasma; un espectro con apariencia robótica que provino de un rayo eléctrico, que les advierte que no dén una sola función más. Antes de desaparecer, dispara electricidad de sus manos y hace caer una gigantesca radio sobre Thorn, dejándola inconsciente.

A pesar de ser amenazadas por el ánima, Thorn (la líder del grupo) se rehúsa a detener su concierto, sin escuchar a su compositor Daniel Prezette. Los chicos ofrecen su ayuda para resolver este nuevo misterio y Fred le sugiere a Daphne que actúe como la doble de Thorn para atraer al fantasma, y ella acepta, algo nerviosa porque no sabe cómo cantar y le tiene miedo al público. Al comenzar el concierto, el Fantasma vuelve a atacar, pero cuando Fred activa una de sus trampas, algo sale mal y en consecuencia, Daphne es capturada por el espectro. Frustrado por la falla de su trampa, y más por la desaparición de Daphne, Fred rompe a llorar, emocionalmente destruido.

Después de que los chicos son ignorados por el Sheriff Stone, un afligido Fred comienza a investigar el fracaso de su trampa, descubriendo que fue saboteada. No obstante, se sigue sintiendo mal por el secuestro de Daphne, y en respuesta comienza a preguntarse si sus sentimientos por ella son un obstáculo entre su gusto por las trampas. Fred se pregunta si es bueno tener sentimientos después de todo, y dice la frase, «Daphne... ojalá no me importara», pero luego se da cuenta de que Daphne sí le importa, mucho más que su gusto por las trampas. Daphne, que se encontraba atrapada en el mismo escenario, había oído a Fred desear que no le importara (mas no el resto de sus palabras) por lo cual se molesta con él y decide ignorarlo. Reflexionando sobre sus sentimientos, Fred se da cuenta de que en verdad está enamorado de Daphne, pero cuando trata de confesárselo es ignorado por la pelirroja, que se había sometido a un drástico cambio de imagen por parte de las Hex Girls. Ahora, como una estrella de rock llamada Crush, Daphne no escucha a Fred, quien le ruega no actuar en el próximo concierto. Él trata de confesarle sus sentimientos, pero ella se niega a escucharlo y lo manda al diablo.

Mientras tanto, aún molesto con Shaggy, Scooby-Doo intenta sustituir a su mejor amigo con un muñeco al que llama Harry (un muñeco que Shaggy usa para practicar la ventriloquía, que era una de sus habilidades en la serie original). La noche antes del concierto, en el camión de la banda, Scooby y Shaggy comienzan a discutir severamente sobre la situación de su amistad. Shaggy trata de razonar con Scooby y explicarle sus motivos, pero Scooby está molesto porque su mejor amigo considera más importante un baile que pasar tiempo con él. De pronto, son atacados por el fantasma que los persigue, hasta que el ánima incendia el camión. Afortunadamente, Shaggy y Scooby escapan justo antes de que el vehículo explote. Shaggy nota entre los restos del camión, la cabeza decapitada de Harry con un trozo de tela resplandeciente en su boca, y al contemplarlo mejor, se da cuenta de que es una tela muy parecida a la del traje de Fantzee Pantz, un excantante cuya carrera quedó arruinada cuando los medios prefirieron a las Hex Girls.

Dado que no quedaba rastro alguno del artista, los chicos sospechan que Gus Boggs es el fantasma, ya que representó a Fantzee Pantz años antes. Gus lo niega, diciendo que no tendría motivos para querer arruinar a la banda que ahora él representa. Sin darse por vencidos tan fácilmente, los chicos deciden poner una nueva trampa en el próximo concierto de las Hex Girls, que se efectuará en el estadio Terrordromo de la ciudad.

Las Hex Girls notan que Daphne está algo deprimida y que es porque está enamorada de un chico, por lo que Thorn le aconseja escribir una canción sobre sus sentimientos. Y así, en el concierto, Daphne interpreta una nueva canción llamada «Trampa de amor», ocasionando que Fred se dé cuenta de que la pelirroja quiere escapar del amor que siente por él, y no le dará otra oportunidad si Fred no lo entiende. Al término de la canción, el Fantasma intenta secuestrar a Daphne de nuevo, pero esta vez Fred sí logra atraparlo. El Fantasma resulta ser Daniel Prezette, el compositor de las Hex Girls, también conocido como Fantzee Pantz, el antes famoso cantante y antiguo representador de Gus. Fred, Shaggy, Vilma y Scooby lo descubrieron porque el Fantasma siempre estaba cerca de las Hex Girls y debía ser alguien que les guardara rencor. Daniel confiesa que se convirtió en el Fantasma para aplastar la fama de las Hex Girls, debido a que ni las malas canciones que él escribió para sabotearlas sirvieron de algo.

Al finalizar el concierto, la pandilla se separa para hablar el uno con el otro. Fred reconoce que siente algo por Daphne, pero tampoco puede negar su pasión por las trampas. También le confiesa que sufre cuando ella está en peligro, no la culpa por querer escapar de él siendo tan inmaduro, y le dice que si desea ser libre, él no la detendrá. Daphne lo entiende todo. Mientras tanto, Shaggy le pide perdón a Scooby por haber destruido al muñeco, y el gran danés decide perdonarlo. Desde la ventana de la Máquina del Misterio, Vilma ve cómo ambos se reconcilian, con una mirada de dolor y celos en su rostro, sintiéndose relegada a un segundo plano pues al parecer Shaggy prefería pasar más tiempo con Scooby que con ella.